# ParaView
ParaView是一款开源的多平台可交互式科学可视化软件。它有使用“客户端-服务器”架构来实现数据集的远程可视化，并生成细节级别 (LOD) 模型来维护大型数据集的交互式帧速率。 ParaView是一个建立在 Visualization Toolkit (VTK) 库之上的应用程序。 ParaView是一个为共享内存或分布式内存多计算机和集群上的数据并行设计的应用程序，它也可以作为单机应用程序运行。

## 主要特点
可视化功能
- 处理结构（匀速直线，非匀速直线，曲线网格），非结构化的，多边形，图像，多块和AMR的数据类型。
- 所有处理操作（过滤器）产生的数据集。这允许用户进一步处理的每一个操作或产生一个数据文件。例如，用户可以提取一个切割面，减少这种掩蔽表面上的点的数量和字形（即向量箭头）
- 向量可以检查区域运用图形(箭头,锥、线、球体和各种各样的二维图形)转化成点的数据。符号可以按标量、矢量部件或矢量大小和可以使用一个矢量场导向。
- 等高线 和等值面可以从所有数据类型中使用标量或者是矢量分量进行提取。任何其他变量的结果，可着色，或作进一步处理。如果可能的话，结构化数据的等高线/等值面提取与使用高效的数据布局的快速，高效的算法。
- 可以提取一个数据集的分区域，进行切割或裁剪用任意平面（所有数据类型），指定的阈值标准，排除细胞（所有的数据类型）和/或指定VOI（感兴趣的体域-只限结构化数据类型）。
- 可以生成流线。结果可以显示为点、线、管、带等,可以通过一些过滤器处理。粒子路径可以被提取。
- 数据集中的点可以通过用标量（一个用户定义的位移矢量）被扭曲（替换），或与向量（非线性直线网格不可用）。
- 与阵列的计算器，可以使用现有的点或细胞领域阵列计算出新的变数。众多的标量和矢量运算的支持。
- 可以利用VTK、NumPy|SciPy和其他的Python模块的可编程滤波进行高级数据处理。
- 利用强大的选择机制和电子表格科技进行数据的定量检测：
- 这种选择机制允许用户通道拾取一个点或者选择一个矩形区域去选择一个重要的数据区域，即定量选择机制
- 数据表浏览（spreadsheet view）可以允许用户选择整个数据集合或者选择一块区域
- ParaView默认的提供了许多其他数据源接口和过滤，任何VTK过滤（filter）可以通过提供减慢的XML描述添加（VTK提供了上百个算法，可参考VTK文档）

输入和输出格式：
- 支持的数据格式包括：
- VTK（已有的或将来添加的，包括并行的、二进制、ASCII都可以进行读写操作）[2]